# كيسوكي موريا
كيسوكي موريا (باليابانية: 森谷 佳祐) (11 يوليو 1986 في كاواساكي في اليابان – )؛ هو لاعب كرة قدم ياباني سابق كان يلعب كمهاجم.

## وصلات خارجية
- كيسوكي موريا على موقع رابطة كرة القدم اليابانية للمحترفين (اليابانية)